# سیارک ۱۰۲۳

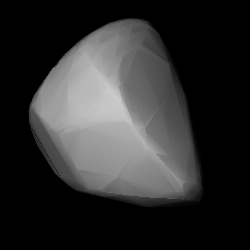
مدل سه‌بُعدی سیارک ۱۰۲۳ بر طبق منحنی نور آن

سیارک ۱۰۲۳ (به انگلیسی: 1023 Thomana، نامگذاری:1924RU) هزار و بیست و سومین سیارک کشف شده‌است که در ۲۵ ژوئن ۱۹۲۴ و در هایدلبرگ کشف شد.
قدر مطلق سیارک برابر ۹٫۷۶ است.